# Bélgica nos Jogos Olímpicos de Inverno de 1948
A Bélgica mandou 11 competidores que disputaram quatro modalidades nos Jogos Olímpicos de Inverno de 1948, em St. Moritz, na Suíça. A delegação conquistou 2 medalhas no total, sendo uma de ouro, e uma de prata.